# Sopwith 1½ Strutter
Le Sopwith 1½ Strutter était un avion de chasse biplan britannique de la Première Guerre mondiale. Mis en service en 1916, il fut employé aussi bien en tant que bombardier monoplace qu'en tant que chasseur biplace. 
Il fut le premier avion britannique doté d'une mitrailleuse synchronisée (qui peut tirer à travers l'hélice sans toucher celle-ci) et il remplaça petit à petit les Airco D.H.2 et les Royal Aircraft Factory F.E.2. Grâce au 1½ Strutter, les Britanniques purent mettre fin à la suprématie des monoplans Fokker au début de l'année 1916.
Le 1½ Strutter (un sobriquet qui lui fut donné à cause de la disposition des entretoises (en anglais : strut) de ses ailes) est développé par la Sopwith Aviation Company. L'appareil est doté d'aérofreins situés sur les ailes inférieures et il est propulsé par un moteur en étoile Clerget 9B de 130 ch (97 kW).

L'armement principal est constitué d'une mitrailleuse Vickers de calibre .303 British (7,7 mm) et de quatre bombes de 25 kg au maximum. L'observateur est doté d'une mitrailleuse Lewis pivotante également de calibre .303 British.

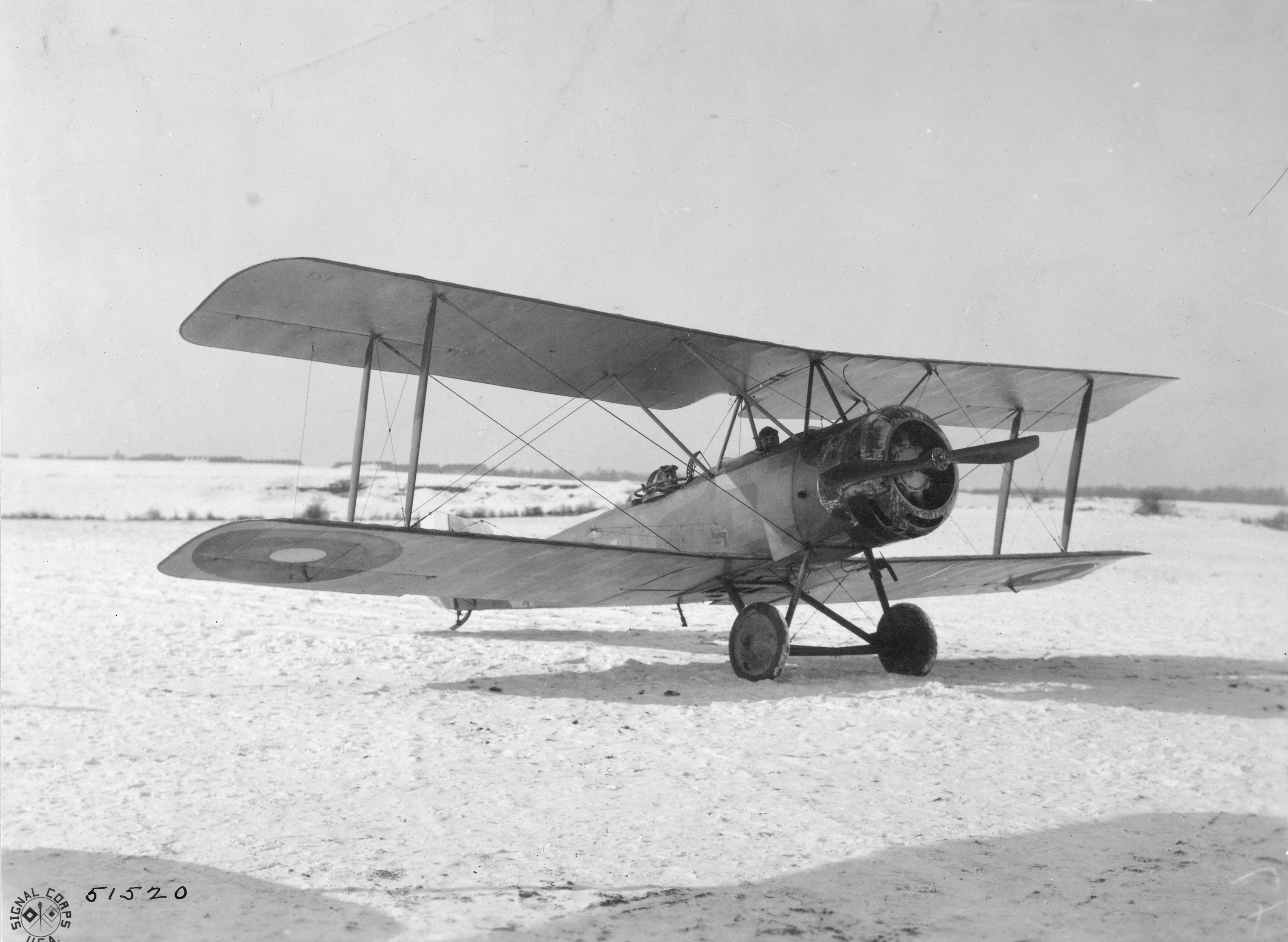
Un Sopwith 1½ Strutter au camp du Valdahon.

Le prototype effectua son premier vol en décembre 1915 et fut mis en service à partir d'avril 1916. Quelques 1½ Strutter furent utilisés à partir de porte-avions et d'autres navires de guerre. Ceux-ci furent désignés sous le nom de Ship Strutter. Près de 1 500 1½ Strutter ont été commandés par le Royal Flying Corps et le Royal Naval Air Service. Entre 4 200 et 4 500 appareils furent fabriqués en France. 

Son successeur est le Sopwith Pup, une variante plus petite du 1½ Strutter, qui s'illustra dans les duels aériens. 

## Pays utilisateurs
- Belgique
- États-Unis
- France
- Japon
- Lettonie
- Lituanie
- Pays-Bas
- Roumanie
- Royaume-Uni
  - Royal Flying Corps
  - Royal Naval Air Service
- Russie

## Variantes
Détails des industriels français ayant produit les 4 797 Sopwith 1½ Strutter : 
- Société anonyme Darracq : 755
- Société anomyme des appareils d'aviation Hanriot : 840
- Établissements d'aviation Robert Esnault-Pelterie : 735
- Atelier d'aviation Lioré et Olivier : 595
- Société des moteurs Salmson : 300
- Société anonyme belge de constructions aéronautiques : 210
- Société anonyme française de constructions aéronautiques : 300
- Société anonyme d'applications industrielles du bois : 280
- SCCA : 120
- société de Lesseps : 212
- Société anonyme des établissements Nieuport : 200
- Aéroplanes Morane-Saulnier : 250

Un marquage permettant d'identifier le fabricant et le type était visible sur la dérive de l'appareil :
- SO.D-type 1 : pour Sopwith 1 (1/2) construit sous licence par Darracq
- SO.H-type 1 : pour Sopwith 1 (1/1) construit sous licence par Hanriot
- SO.L-type 1 : pour Sopwith 1 (1/1) construit sous licence par Lioré et Olivier.

etc.
Les Britanniques désignaient quant à eux les différentes versions du 1½ Strutter de la manière suivante : 
- Sopwith 9400 S type 1 1/2 Strutter - fighting type - Short distance, pour la chasse,
- Sopwith 9400 L type 1 1/2 Strutter - fighting type - Long distance, pour la chasse,
- Sopwith 9700 type 1 1/2 Strutter - type bombing, pour le bombardement.